# Karzeł Wieloryba
Karzeł Wieloryba – karłowata galaktyka sferoidalna znajdująca się w konstelacji Wieloryba w odległości około 2,46 miliona lat świetlnych od Ziemi. Została odkryta w 1999 roku przez Alana Whitinga, George’a Haua i Mike’a Irwina w trakcie badań klisz fotograficznych obejmujących całe niebo południowe, prowadzonych pod kątem poszukiwań dużych, wcześniej nieskatalogowanych i rozproszonych obiektów o niskiej jasności powierzchniowej. Galaktyka ta należy do Grupy Lokalnej.